# Referendum v Bělorusku 1996
Sedmiotázkové referendum se konalo v Bělorusku 24. listopadu 1996. Čtyři otázky byly do referenda zařazeny prezidentem Alexandrem Lukašenkem a týkaly se změny data Dne nezávislosti, úpravy Ústavy Běloruska, změny zákonů týkající se prodeje půdy a zrušení trestu smrti. Nejvyšší sovět do referenda zařadil zbývající tři otázky týkající se úprav Ústavy navržené komunistickou a agrární frakcí, změny týkající se místních voleb a národních financí. 
Všechny Lukašenkovy návrhy byly referendem schváleny, konkrétně změna národního dne Běloruska, úprava Ústavy, ponechání trestu smrti a zákaz prodeje půdy. Celkový počet účastnících se voličů měl být 84,1 %, ale toto referendum - podobně jako jeho předchůdce v roce 1995 - nebylo uznané mezinárodními organizacemi vč. Parlamentního shromáždění OBSE, jelikož porušovalo demokratické standardy a jiní referendum popsali jako další upevnění Lukašenkova diktátorství. 

## Pozadí
V létě roku 1996 prezident Lukašenko prezentoval své úpravy Ústavy Nejvyššímu sovětu. Nejvyšší sovět následně navrhl svůj vlastní návrh, jedno z jehož ustanovení by mělo úplně zrušit pozici prezidenta. Nakonec došlo k intervenci ze strany ruských orgánů a jejich snahu o domluvení kompromisu, mj. výslovná deklarace, že referendum nebude závazné. 

## Výsledky

### Otázka 1: Den nezávislosti
Voliči byli dotázání, jestli se má Den nezávislosti přesunout na 3. červenec, den osvobození Běloruska od Nacistického Německa v druhé světové válce.
| Možnost                | Počet hlasů | %    |
| ---------------------- | ----------- | ---- |
| Pro                    | 5,450,830   | 89.4 |
| Proti                  | 646,708     | 10.6 |
| Neplatné hlasy         | 83,925      | –    |
| Celkem                 | 6,181,463   | 100  |
| Voličská účast         | 7,346,397   | 84.1 |
| Zdroj: Nohlen & Stöver |             |      |

### Otázka 2: Úpravy Ústavy navržené prezidentem
Voliči byli dotázání, jestli schvalují úpravy Ústavy navržené prezidentem Lukašenkem. Ty by měly dramaticky zvýšit moc prezidenta, mj. by jeho dekrety měly mít sílu zákona, měl by získat téměř neomezenou kontrolu nad státním rozpočtem a jeho volební období by mělo být prodlouženo až do roku 2001.
| Možnost                | Počet hlasů | %    |
| ---------------------- | ----------- | ---- |
| Pro                    | 5,175,664   | 88.2 |
| Proti                  | 689,642     | 11.8 |
| Neplatné hlasy         | 316,157     | –    |
| Celkem                 | 6,181,463   | 100  |
| Voličská účast         | 7,346,397   | 84.1 |
| Zdroj: Nohlen & Stöver |             |      |

### Otázka 3: Prodej půdy
Voliči byli dotázáni, zdali schvalují svobodný prodej půdy.
| Možnost                | Počet hlasů | %    |
| ---------------------- | ----------- | ---- |
| Pro                    | 948,756     | 15.6 |
| Proti                  | 5,123,386   | 84.4 |
| Neplatné hlasy         | 109,321     | –    |
| Celkem                 | 6,181,463   | 100  |
| Voličská účast         | 7,346,397   | 84.1 |
| Zdroj: Nohlen & Stöver |             |      |

### Otázka 4: Zrušení trestu smrti
Voliči byli dotázáni, jestli si přejí zrušení trestu smrti.
| Možnost                | Počet hlasů | %    |
| ---------------------- | ----------- | ---- |
| Pro                    | 1,108,226   | 18.2 |
| Proti                  | 4,972,535   | 81.8 |
| Neplatné hlasy         | 100,702     | –    |
| Celkem                 | 6,181,463   | 100  |
| Voličská účast         | 7,346,397   | 84.1 |
| Zdroj: Nohlen & Stöver |             |      |

### Otázka 5: Úpravy Ústavy navržené Nejvyšším sovětem
Voliči byli dotázáni, jestli schvalují úpravy Ústavy navržené Nejvyšším sovětem.
| Možnost                | Počet hlasů | %    |
| ---------------------- | ----------- | ---- |
| Pro                    | 582,437     | 10.0 |
| Proti                  | 5,230,763   | 90.0 |
| Neplatné hlasy         | 368,263     | –    |
| Celkem                 | 6,181,463   | 100  |
| Voličská účast         | 7,346,397   | 84.1 |
| Zdroj: Nohlen & Stöver |             |      |

### Otázka 6: Místní volby
Voliči byli dotázáni, zda schvalují přímé volby do místních orgánů.
| Možnost                | Počet hlasů | %    |
| ---------------------- | ----------- | ---- |
| Pro                    | 1,739,178   | 28.7 |
| Proti                  | 4,321,866   | 71.3 |
| Neplatné hlasy         | 120,419     | –    |
| Celkem                 | 6,181,463   | 100  |
| Voličská účast         | 7,346,397   | 84.1 |
| Zdroj: Nohlen & Stöver |             |      |

### Otázka 7: Financování státu
Voliči byli dotázáni, zdali si přejí, aby všechny státní výdaje byly součástí národního rozpočtu.
| Možnost                | Počet hlasů | %    |
| ---------------------- | ----------- | ---- |
| Pro                    | 1,989,252   | 32.8 |
| Proti                  | 4,070,261   | 67.2 |
| Neplatné hlasy         | 121,950     | –    |
| Celkem                 | 6,181,463   | 100  |
| Voličská účast         | 7,346,397   | 84.1 |
| Zdroj: Nohlen & Stöver |             |      |

## Následky
Ačkoliv Lukašenko a Nejvyšší sovět podepsali dohodu o tom, že Nejvyšší sovět bude mít konečné slovo ohledně úprav Ústavy, Lukašenko tuto dohodu porušil. Jakmile byla vyhlášena nová verze Ústavy, byla sestavena nová Sněmovna reprezentantů, pouze s příznivci Lukašenka. Okolo 60 členů Nejvyššího sovětu, kteří odmítli novou Ústavu, pokračovalo ve své práci v Nejvyšším sovětu. Nejvyšší sovět byl později uznán jako legitimní parlament mezinárodní komunitou.

## Kontroverze
Kvůli několika porušením volebních norem a Lukašenkova způsobu využití státních médiích, pouze Rusko a pár dalších členů Společenství nezávislých států byli jedinými členy Organizace pro bezpečnost a spolupráci v Evropě, kteří uznali výsledky referenda.
BHS zjistila, že:
1. Místní volební komise, které měly být místními orgány sestaveny ne později, než měsíc před referendem, byly sestaveny jen 5 až 7 dní před ním.
2. Prezident Lukašenko ilegálně odvolal Viktara Gončara z funkce předsedy Centrální volební komise. Následkem tohoto odvolání bylo paralyzování komise, která měla sledovat, zda hlasování probíhá legálně.
3. V okamžiku, kdy začalo hlasování (9. listopadu), nebyla volební místa vybavena návrhy Ústav, o kterých se mělo hlasovat. Občané tedy nevěděli, pro co vlastně hlasují.
4. Voliči byli ilegální cestou vyzýváni (a v mnoha případech nuceni), aby hlasovali před tím, než referendum oficiálně začalo. V okamžiku oficiálního začátku referenda již odhlasovala čtvrtina voličů.
5. Hlasovací lístky byly vytištěny prezidentskou kanceláří a ne Centrální volební komisí. Následkem zde nebyla žádná evidence o celkovém počtu volebních lístků.
6. Referendum nebylo financované ze státního rozpočtu, ale z neznámých charitativních organizací. To je zakázáno zákonem. Centrální volební komise byla z financování referenda vyjmuta.
7. Někdo agitoval ve prospěch návrhů prezidenta Lukašenka. V některých případech agitace probíhala dokonce přímo na volebních místech.
8. Během referenda byl reprezentantům politických stran a dalším veřejným organizacím zakázán přístup do volebních míst a nebyly jim poskytnuté informace, které požadovali.
9. Na volebních místech byl mnohokrát porušen zákon. Nebyla zde žádná zástěna, žádné návrhy nové Ústavy, voličům bylo povoleno hlasovat bez toho, aniž by se prokázali identifikačními dokumenty, pečeť na urně byla porušena a byly prokázané podvody s podpisem voličů.

Opozice také hovořila o zmanipulování referenda. Podle Siarhieje Kaliakinského, předsedy eurokomunistické frakce parlamentu, bylo zmanipulováno 20 až 50 procent hlasů. Předseda parlamentu Syamyon Sharetski prohlásil, že "referendum byla fraška a násilí na národu". Také prohlásil, že "výstupy tohoto referenda nemohou být akceptované nejen v Bělorusku, ale ani v mezinárodní komunitě". Opozice neuznala výsledky hlasování, ani výsledky předchozího hlasování z roku 1995. Opoziční strana BPF žádala o návrat k ústavě z roku 1994. Alena Skryhan, místopředsedkyně komunistické parlamentské frakce, prohlásila, že referendum znamená monopolizaci veškeré moci Lukašenkem. 